# Colonia Avigdor
Colonia Avigdor est une localité rurale argentine située dans le département de La Paz et dans la province d'Entre Ríos.

## Démographie
La population de la localité, c'est-à-dire à l'exclusion de la zone rurale, était de 363 personnes en 1991 et de 380 en 2001. La population de la juridiction du conseil d'administration était de 509 personnes en 2001.
Les limites de compétence du conseil de direction ont été fixées par le décret no 3202/1987 MGJE du 23 juin 1987 et modifiées par le décret no 1916/2002 MGJ du 20 mai 2002. Les limites de la zone urbaine ont été fixées par le décret no 3203/1987 MGJE du 23 juin 1987.

## Statut de commune
La réforme de la Constitution de la province d'Entre Ríos entrée en vigueur le 1er novembre 2008 a prévu la création de communes, qui a été réglementée par la loi sur les communes no 10644, adoptée le 28 novembre 2018 et promulguée le 14 décembre 2018. La loi stipule que tout centre de population stable qui contient entre 700 et 1 500 habitants sur une superficie d'au moins 75 km2 constitue une commune de 1re catégorie. La loi sur les communes a été réglementée par le pouvoir exécutif provincial par le biais du décret no 110/2019 du 12 février 2019, qui a déclaré la reconnaissance ad referendum du pouvoir législatif de 34 communes de 1re catégorie à compter du 11 décembre 2019, parmi lesquelles se trouve Colonia Avigdor. La commune est dirigée par un département exécutif et un conseil communal de 8 membres, dont le président est également le président communal. Ses premières autorités ont été élues lors des élections du 9 juin 2019.